# Bengaly Camara
Pour les articles homonymes, voir Camara.
Bengaly Camara était un enseignant et homme politique guinéen.
Il a siégé au premier conseil du gouvernement de la première République de Guinée en tant que ministre du travail et des affaires sociales à partir de 1957. Il a également été ministre de l'information et du tourisme.